# تبغ مفلطح الأوراق
تبغ مفلطح الأوراق أو تبغ صحراوي (الاسم العلمي: Nicotiana obtusifolia)، نوع من التبغ موطنه في جنوب غرب الولايات المتحدة (من كاليفورنيا إلى يوتا حتى تكساس) والمكسيك.